# Володарі ночі (фільм, 2007)
«Володарі ночі» (англ. We Own the Night) — американський драматичний трилер режисера і сценариста Джеймса Грея, що вийшов 2007 року. У головних ролях Хоакін Фенікс, Марк Волберг (були також продюсерами), Єва Мендес.
Продюсерами також були Марк Бутан і Нік Векслер. Вперше фільм продемонстрували 25 травня 2007 року у Франції на 16-му Каннському кінофестивалі. В Україні у кінопрокаті фільм не демонструвався.

## Сюжет
Боббі Ґрін керує відомим нічним клубом «El Caribe» у Нью-Йорку, а власником цього клубу є Марат Бажаєв, дядько боса російської мафії Вадима Нежінскі. Тому Боббі приховує, що його батько і брат є поліцейськими, він навіть змінив прізвище. А тоді, коли поліція приходить до клубу з облавою, то Боббі відмовляється з ними співпрацювати, що ще більше розширює прірву між родичами.

## У ролях
| Актор         | Персонаж                                                             | Роль                                                             |
| ------------- | -------------------------------------------------------------------- | ---------------------------------------------------------------- |
| Хоакін Фенікс | Роберт «Боббі» Ґрін / Ґрусінскі англ. Robert "Bobby" Green/Grusinsky | управляючий нічного клубу «El Caribe»                            |
| Марк Волберг  | Джозеф «Джо» Ґрусінскі англ. Joseph "Joe" Grusinsky                  | капітан поліції у Нью-Йорку, брат Роберта                        |
| Єва Мендес    | Аманда Хуарес англ. Amada Juarez                                     | дівчина Роберта                                                  |
| Роберт Дюваль | Альберт «Берт» Ґрусінскі англ. Albert "Burt" Grusinsky               | заступник начальника поліції Нью-Йорку, батько Джозефа і Роберта |
| Алекс Відов   | Вадим Нежінскі англ. Vadim Nezhinski                                 | бос російської мафії                                             |
| Денні Гоч     | Луїс «Джумбо» Фалсетті англ. Louis "Jumbo" Falsetti                  | друг Роберта і Аманди                                            |
| Олег Тактаров | Павло Любанський англ. Pavel Lubyarski                               |                                                                  |
| Олена Соловей | Калина Бужаєв англ. Kalina Buzhayev                                  |                                                                  |

## Сприйняття

### Критика
Фільм отримав здебільшого змішані відгуки: Rotten Tomatoes дав оцінку 57% на основі 146 відгуків від критиків (середня оцінка 5,8/10) і 61% від глядачів (263,844 голоси). Загалом на сайті фільми має змішаний рейтинг, фільму зарахований «гнилий помідор» від кінокритиків, проте «попкорн» від глядачів, Internet Movie Database — 6,9/10 (65 844 голоси), Metacritic — 59/100 (33 відгуки критиків) і 6,2/10 від глядачів (59 голосів). Загалом на цьому ресурсі від критиків фільм отримав змішані відгуки, а від глядачів — позитивні.

### Касові збори
Під час показу у США, що стартував 12 жовтня 2007 року, протягом першого тижня фільм показали у 2,362 кінотеатрах і він зібрав 10,826,287 $, що на той час дозволило йому зайняти 3 місце серед усіх прем'єр. Показ фільму протривав 35 днів (5 тижнів) і завершився 11 листопада 2007 року. За цей час фільм зібрав у прокаті у США 28,563,179  доларів США, а у решті світу 26,363,707 $ (за іншими даними 26,744,678 $), тобто загалом 54,926,886 $ (за іншими даними 55,307,857 $) при бюджеті 21 млн $ (за іншими даними 28 млн $).

### Нагороди і номінації[10]
| Рік  | Нагорода                                 | Категорія                             | Номінант      | Результат |
| ---- | ---------------------------------------- | ------------------------------------- | ------------- | --------- |
| 2007 | 16-тий Каннський кінофестиваль           | Золота пальмова гілка                 | Джеймс Ґрей   | Номінація |
| 2008 | 33-тя церемонія вручення нагород «Сезар» | Найкращий іноземний фільм             | Джеймс Ґрей   | Номінація |
| 2008 | Teen Choice Awards                       | Вибір актора фільму: Драма            | Марк Волберґ  | Номінація |
| 2008 | Visual Effects Society Awards            | Видатні візуальні ефекти у кінофільмі | Джон Синґлтон | Номінація |
| 2008 | World Stunt Awards                       | Найважче приземлення                  | Боб Коллетті  | Номінація |

### Виноски
1. 1 2 3  We Own the Night: Tokyo Drift: Release Info (англ.). Internet Movie Database. Архів оригіналу за 17 квітня 2016. Процитовано 26 вересня 2014.
2. 1 2 3 4 5 6  We Own the Night (англ.). Box Office Mojo. Архів оригіналу за 6 жовтня 2014. Процитовано 26 вересня 2014.
3. 1 2 3 4 5 6  We Own the Night (англ.). The Numbers. Архів оригіналу за 24 січня 2015. Процитовано 26 вересня 2014.
4. 1 2  We Own the Night (англ.). Internet Movie Database. Архів оригіналу за 29 вересня 2014. Процитовано 26 вересня 2014.
5. ↑  We Own the Night (англ.). AllMovie. Архів оригіналу за 13 березня 2016. Процитовано 26 вересня 2014.
6. ↑  We Own the Night: Full Cast & Crew (англ.). Internet Movie Database. Архів оригіналу за 27 березня 2016. Процитовано 26 вересня 2014.
7. ↑  Хозяева ночи. Премьеры (рос.). КиноПоиск. Архів оригіналу за 6 серпня 2012. Процитовано 26 вересня 2014.
8. ↑  We Own the Night (англ.). Rotten Tomatoes. Архів оригіналу за 29 листопада 2017. Процитовано 26 вересня 2014.
9. ↑  We Own the Night (англ.). Metacritic. Архів оригіналу за 19 квітня 2015. Процитовано 26 вересня 2014.
10. ↑  We Own the Night: Awards (англ.). Internet Movie Database. Архів оригіналу за 26 березня 2016. Процитовано 26 вересня 2014.